# قوباء حلقية
القوباء الحلقية (باللاتينية: Dermatophytosis) هي عدوى جلدية تتميز ببقع محمرة أو مائلة للبني على الجلد حيث تكون أقل تلوناً في المركز مما يعطي شكل الخاتم. يمكن لهذه البقع أن تتواجد في أي مكان في الجسم حيث تأخذ مسميات عديدة بناءً على مكان الإصابة. ففي الأقدام تدعى الإصابة بمرض قدم الرياضي (باللاتينية: tinea pedis)، وتدعى حكة جوك (باللاتينية: tinea cruris) عندما تصيب المنطقة العجانية. عندما تتواجد على الجسم يشار إليها بالقوباء الحلقية (باللاتينية: tinea corporis) كما وتدعى سعفة الرأس (باللاتينية: tinea capitis) عندما تصيب فروة الرأس. يسبب هذا المرض فطريات طفيلية تنتمي لمجموعة الفطور الجلدية. تتغذى هذه الفطريات على الكيراتين ولذلك فهي تتواجد على الطبقة الخارجية للجلد والأظافر بشكل طفيلي. أكثر الأماكن المحببة لهذه الفطريات هي الأماكن الرطبة والدافئة والمحمية من أشعة الشمس.

## العلامات والأعراض
الأعراض بشكل عام تشمل حكة وبقع حمراء دائرية متقشرة.

## التصنيف
- سعفة القدم
- التهاب الظفر الفطري
- سعفة الجسم
- سعفة ساقية (يعرف أيضاً بسعفة الفخذ وحكة جوك)
- سعفة اليد
- سعفة الرأس
- سعفة اللحية
- سعفة الوجه

## الوقاية
هذه الفطريات تنمو بشكل جيد في في أماكن رطبة غير معرضة لإضاءة مثل الخزائن وبرك السباحة ومواضيء المساجد وطيات الجلد. كما يمكن أن تتواجد هذه الفطور بدون أي أعراض. لذلك ينصح باتخاذ الإجراءات التالية للوقاية من هذا المرض:
- تجنب الاستخدام المشترك للملابس والأحذية والمعدات الرياضية والمناشف.
- غسل الملابس بمياه ساخنة والمساحيق المضادة للفطور عند وجود اشتباه بإصابة جلدية فطرية.
- تجنب المشي بشكل حافي ولبس الأحذية الواقية عند المشي على الشاطئ وبرك السباحة.
- عند التواجد في أماكن تحتوي بشكل محتمل على عدوى فطرية يجب الغسل باستخدام مضادات جرثومية وفطرية.

## العلاج
توجد في الصيدليات مراهم تحتوي على مضادات فطرية صنعت خصيصا لمعالجة هذه الفطريات، وتسهل معالجتها عند استعمالها عدة أيام. كما يمكن السؤال في الصيدلية عن الاستخدام الأمثل لتلك المراهم، إذ منها أنواع كثيرة.
بعض الحالات الشديدة من هذا المرض قد تتطلب علاج جهازي.

## معرض صور

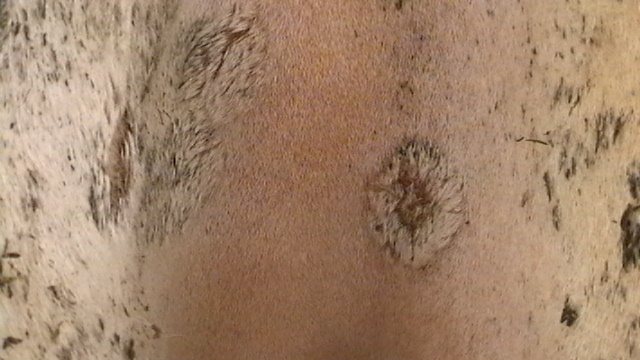
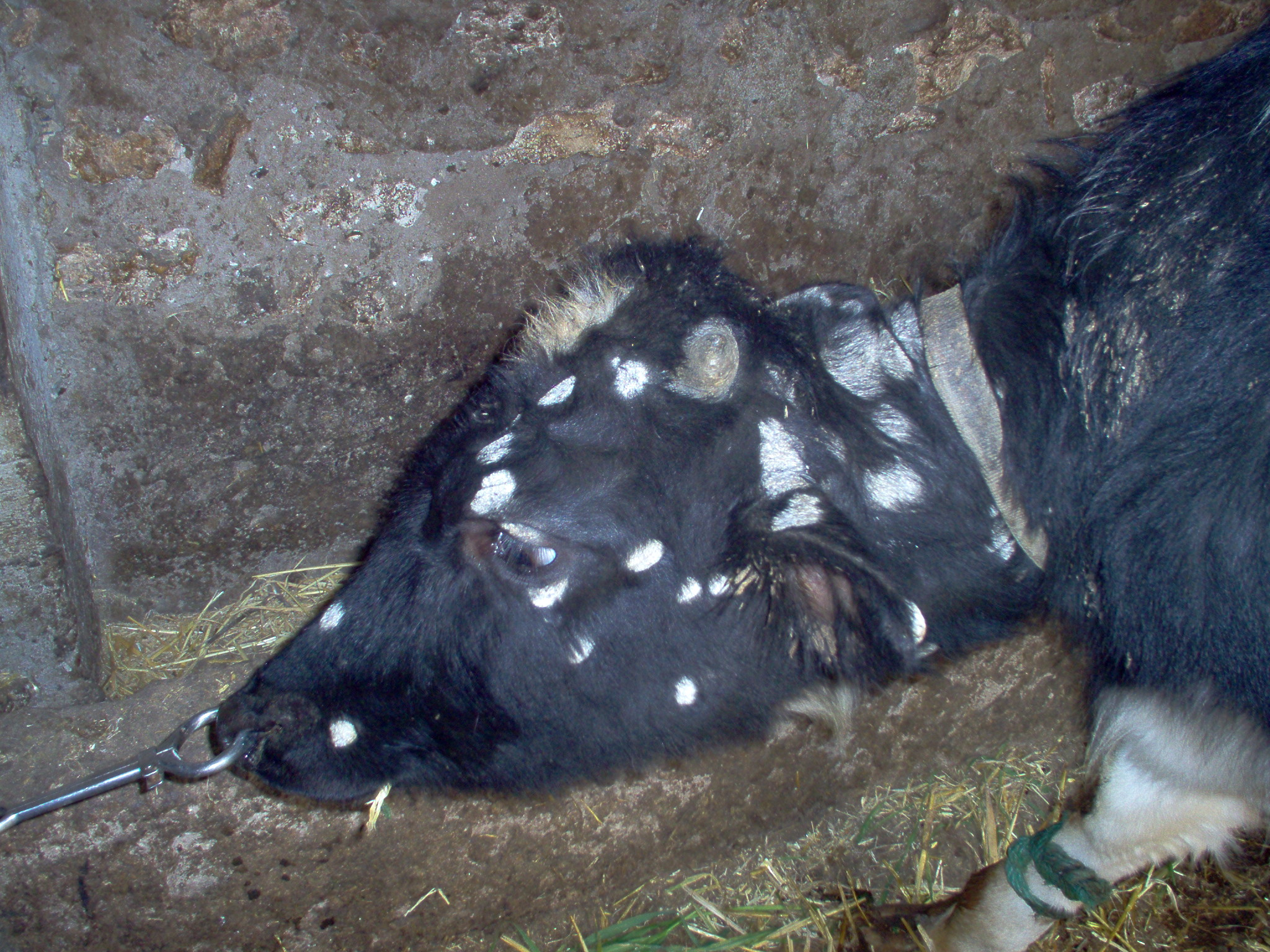
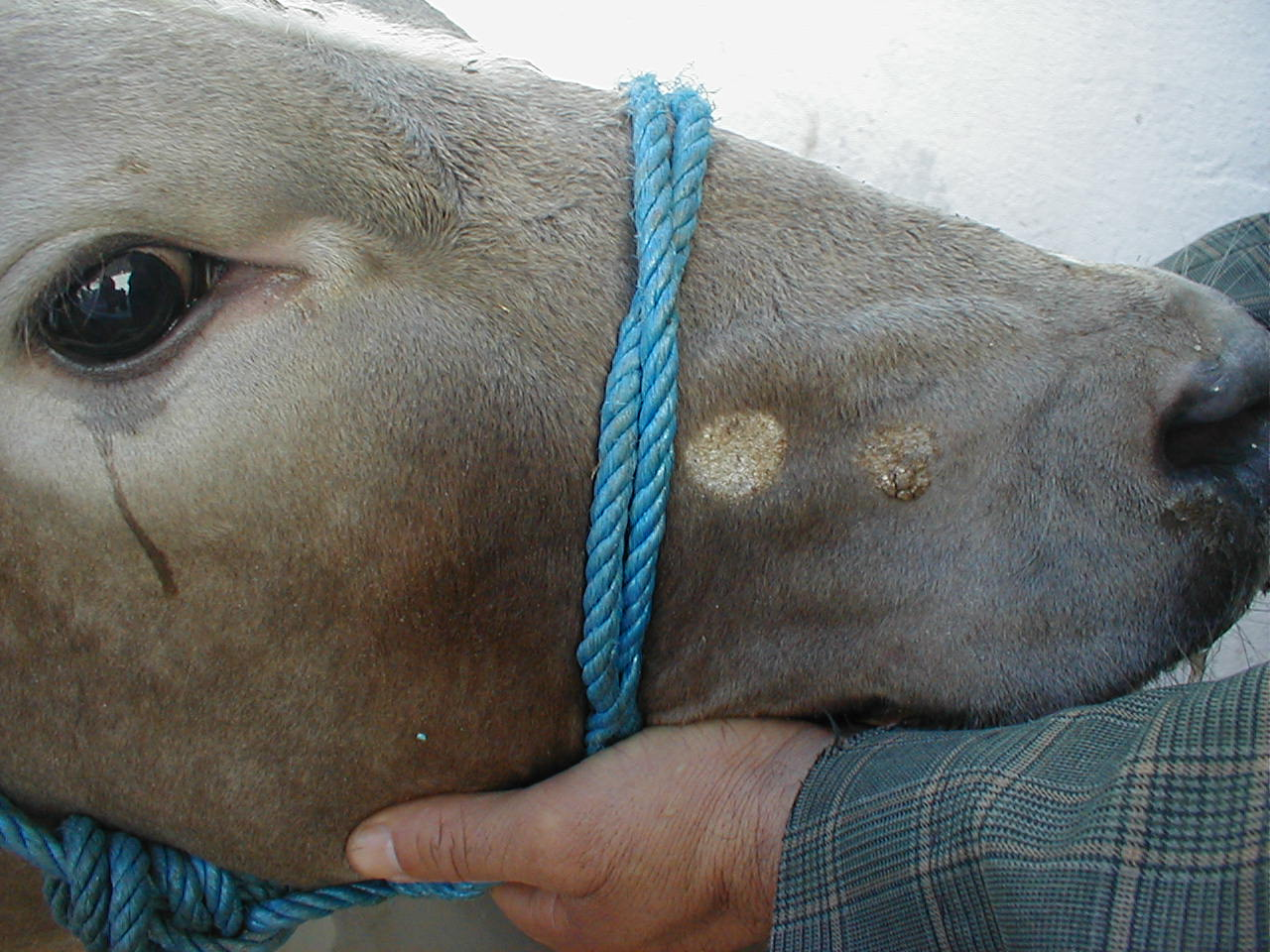
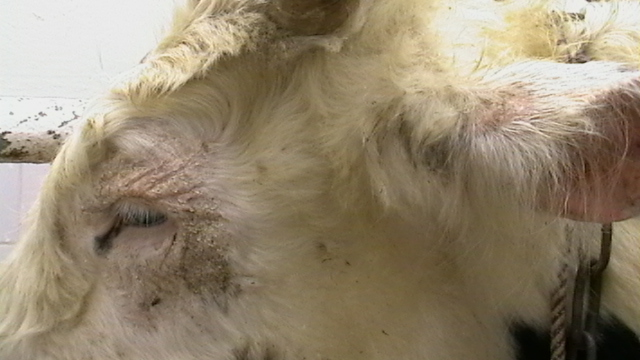
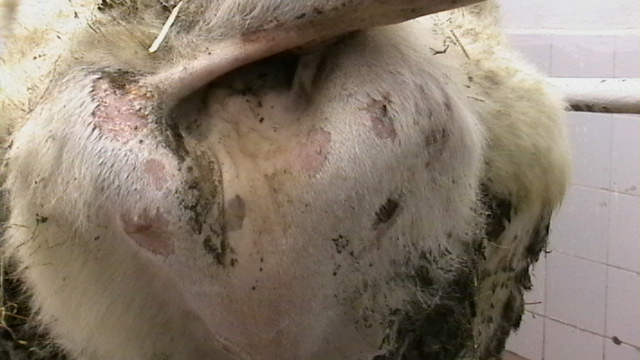
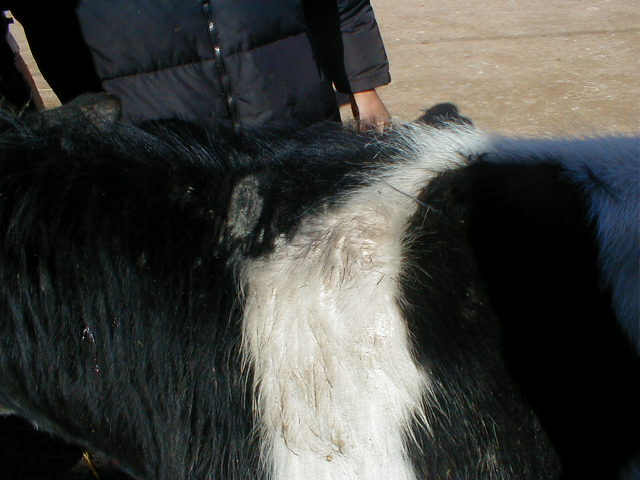

## وصلات خارجية
- مكتبة الصور الخاصة بالعدوى الجلدية نسخة محفوظة 15 أكتوبر 2008 على موقع واي باك مشين. (إنجليزي)

## اقرأ أيضا
- سعفة القدم